# Marktgleichgewicht bei monopolistischem Wettbewerb
Die Ermittlung des Marktgleichgewichtes bei monopolistischem Wettbewerb setzt voraus, dass nicht nur die Nachfragefunktion und die Angebotsfunktion gleichgesetzt und somit der Gleichgewichtspreis und die Gleichgewichtsmenge bestimmt werden, sondern auch die Anzahl der Anbieter im Gleichgewicht Berücksichtigung finden.

## Annahmen
Grundannahme ist, dass jeder Anbieter umso mehr absetzen wird, je mehr die Nachfrage steigt und je höher die Preise der Wettbewerber sind. Des Weiteren gilt: Wenn der Angebotspreis des einzelnen Anbieter in einem Marktsegment mit steigenden Anbietern steigt, desto geringer wird der Absatz des einzelnen Unternehmens sein. Daraus lässt sich folgende Nachfragefunktion für die Produkte oder Dienstleistungen eines Anbieters ableiten:
{\displaystyle y_{i}=y\cdot \left[{\frac {1}{n}}-b\cdot (p_{i}-p)\right]}
mit
- {\displaystyle y_{i}}: nachgefragte Menge bei dem Anbieter {\displaystyle i}
- {\displaystyle y}: die gesamte Marktnachfrage
- {\displaystyle n}: die Anzahl der Anbieter diesem Marktsegment
- {\displaystyle p_{i}} der eigene Angebotspreis des Segmentes
- {\displaystyle p} bzw. der Durchschnittspreis des Segmentes
- {\displaystyle b} mit {\displaystyle b>0}: Substitutionskoeffizient, der die branchenspezifische Absatzänderung in der Folge von Preisänderungen angibt.[1]

Bei dieser Funktion können wir jetzt schon erkennen, dass der Marktanteil der einzelnen Anbieter nur dann gleich sein kann, wenn bei gegebener Nachfrage alle Anbieter den identischen Angebotspreis am Markt anbieten würden. Es lassen sich sogar weitere Erkenntnisse ableiten: Bietet ein Anbieter unter dem marktüblichen Durchschnittspreis an {\displaystyle (p_{i}<p)}, wird dieser einen größeren Anteil am Markt bekommen und wird ein Anbieter seinen Preis über dem Durchschnittspreis des Marktes festsetzen {\displaystyle (p_{i}>p)}, wird er einen kleineren Anteil am Markt bekommen.

Um weitere Ergebnisse zu erlangen, muss für das Modell, welches von Paul Krugman und Maurice Obstfeld entwickelt wurde, Symmetrie für die Anbieter angenommen werden. Symmetrie bedeutet: „dass ihre Nachfrage- und Kostenfunktionen für alle Unternehmen identisch sind (selbst wenn sie etwas differenzierte Produkte produzieren und verkaufen)“.

Im Folgenden sollen die Beweise geführt werden, dass es sowohl zwischen der Anzahl der Anbieter in einem Marktsegment und den durchschnittlichen totalen Kosten in einem Segment eine Verknüpfung gibt als auch zwischen der Anzahl der Anbieter und dem Angebotspreis.

## Herleitung

### Verknüpfung der Anzahl der Unternehmen und den Durchschnittskosten eines Unternehmens
Diese Verknüpfung ist in der folgenden Abbildung verdeutlicht. Klassisch liegt auch hier – wie bei anderen Marktmodellen – das dauerhafte Markt- bzw. Segmentgleichgewicht im Schnittpunkt der Funktionen CC und PP.

Die CC-Funktion verläuft, wie weiter unten dargestellt steigend. Eine Erhöhung der Fixkosten {\displaystyle d} bedeutet, eine Drehung nach links oben, wohingegen eine Erhöhung der Nachfrage des gesamten Marktes y eine Drehung nach rechts unten zur Folge hat. Ein Anstieg der Grenzkosten c führt zu einer Parallelverschiebung nach links oben.

Die PP-Funktion ist eine fallende Funktion (siehe unten), welche losgelöst von der Gesamtmarktnachfrage ist und sich dadurch keine Verschiebungen ergeben. Einflussgrößen auf die PP-Funktion sind zum einen die Grenzkosten {\displaystyle c}, die eine Parallelverschiebung nach rechts oben bewirken und die branchenspezifischen Absatzänderungen {\displaystyle b} ({\displaystyle b>0}) infolgedessen sich eine Drehung nach unten links ergibt.

Es lassen sich auch die typischen Reaktionen der einzelnen Anbieter ableiten bis sich das Gleichgewicht einstellt. Einzelne Anbieter werden das Marktsegment verlassen, wenn der Marktpreis geringer ist als deren totale Durchschnittskosten (Verlust). Andererseits werden weitere Anbieter in den Markt eintreten, wenn der Marktpreis über den durchschnittlichen totalen Kosten liegt (Gewinn).

Bei der weiteren Formung des Modelles für die Bildung eines Marktgleichgewichts bei monopolistischem Wettbewerb sollen weiterhin die Voraussetzungen gelten, dass die Anbieter fallende durchschnittliche totale Kosten aufweisen. Eine lineare Angebotsfunktion unterstellt müsste die Variable {\displaystyle c} in {\displaystyle C=cy+d} einen negativen Wert ({\displaystyle c<0}) aufweisen. Als Bedingung gilt weiterhin, dass alle Anbieter gleichgeschaltet (symmetrisch) sind, so werden im Schnittpunkt der PP-Kurve mit der CC-Kurve  alle Anbieter den gleichen Angebotspreis haben. Der Marktanteil (Absatz) der einzelnen Anbieter {\displaystyle y_{i}} entspricht dem Produkt aus {\displaystyle {\tfrac {1}{n}}} und der Segmentnachfrage {\displaystyle y} {\displaystyle \left[y_{i}={\frac {1}{n}}\cdot y\right]}. 
Die Absatzmenge der einzelnen Anbieter reguliert auch die durchschnittlichen totalen Kosten des Anbieters (Fixkostendegression). Steigt der Marktanteil (sprich: die produzierte und abgesetzte Menge) sinken die durchschnittlichen totalen Kosten. Dies ist der benötigte Beweis um die Beziehung zwischen Anzahl der Segmentanbieter und den durchschnittlichen totalen Kosten zu belegen, was sich in folgender Funktion beschreiben lässt:
{\displaystyle _{CC-Kurve:}DTK_{i}={\frac {d}{y_{i}}}+c=n\cdot {\frac {d}{y}}+c}
mit
- {\displaystyle c:} gleichbedeutend mit den Grenzkosten (und im Falle einer linearen Kostenfunktion: variable Stückkosten)
- {\displaystyle d:} Fixkosten

Die Vielzahl von Segmentanbietern korreliert positiv mit den durchschnittlichen totalen Kosten der {\displaystyle i} Anbieter. Je mehr Anbieter in einem Segment agieren desto mehr steigen die durchschnittlichen totalen Kosten, die Fixkostendegression bleibt aus. In der Abbildung wird diese Funktion bzw. dieser Beweis mit der CC-Funktion dargestellt.

### Verknüpfung der Anzahl der Unternehmen und der Angebotspreise eines Unternehmens
Die Verknüpfung zwischen der Anzahl der Segmentanbieter und dem Angebotspreis ist erfahrungsgemäß so gegeben, dass bei zusätzlichen Anbietern im Markt dies zu fallenden Preisen führt. Wir leiten daraus eine lineare Marktnachfrage der Form {\displaystyle y_{i}=a-bp_{i}} für den Anbieter {\displaystyle i} ab, daraus ergibt sich der Grenzerlös als {\displaystyle p_{i}-{\tfrac {y_{i}}{b}}}.

Die modellierte Marktnachfrage spiegelt, die Theorie, dass der Angebotspreis von allen Segmentanbietern als unveränderliche Größe angesehen wird wider. Daraufhin reagieren die Anbieter des Segmentes so als könnten sie keine Geltung auf den Preis der anderen Anbieter erzielen. Die Segmentnachfrage lässt sich dann wie folgt beschreiben:
{\displaystyle y_{i}=\left[{\frac {y}{n}}+y\cdot b\cdot p\right]-y\cdot b\cdot p_{i}}
Der Teil in den Klammern definiert sich als Fixkosten und {\displaystyle yb} kann als Anstieg der Marktnachfragekurve interpretiert werden. Der Grenzerlös bestimmt sich anhand des folgenden Beweisschemas in 8 Schritten:
1. Umstellen nach {\displaystyle p_{i}}

{\displaystyle y_{i}-a=-bp_{i}\!\,}

{\displaystyle p_{i}={\frac {a}{b}}-{\frac {1}{b}}\cdot y_{i}}
2. Aufstellen der Erlösfunktion

{\displaystyle E=P_{i}\cdot y_{i}}

{\displaystyle E=\left[{\frac {a}{b}}-{\frac {1}{b}}\cdot y_{i}\right]\cdot y_{i}}
3. Ermitteln der Erlöse für {\displaystyle \left[y_{i}+dy_{i}\right]}

{\displaystyle E(y_{i}+dy_{i})=P_{i}\cdot \left[y_{i}+dy_{i}\right]}

{\displaystyle E'=\left[{\frac {a}{b}}-{\frac {1}{b}}\cdot (y_{i}+dy_{i})\right]\cdot \left[y_{i}+dy_{i}\right]}
4. Ausklammern

{\displaystyle E'=\left[{\frac {a}{b}}-{\frac {1}{b}}\cdot y_{i}-{\frac {1}{b}}\cdot dy_{i}\right]\cdot \left[y_{i}+dy_{i}\right]}

{\displaystyle ={\frac {a}{b}}\cdot y_{i}-{\frac {1}{b}}\cdot y_{i}^{2}-{\frac {1}{b}}\cdot y_{i}\cdot dy_{i}+{\frac {a}{b}}\cdot dy_{i}-{\frac {1}{b}}\cdot y_{i}\cdot dy_{i}-{\frac {1}{b}}\cdot (dy_{i})^{2}}

{\displaystyle =\left({\frac {a}{b}}-{\frac {1}{b}}\cdot y_{i}\right)\cdot y_{i}+\left({\frac {a}{b}}-{\frac {1}{b}}\cdot y_{i}\right)\cdot dy_{i}-{\frac {1}{b}}y_{i}\cdot dy_{i}-{\frac {1}{b}}\cdot (dy_{i})^{2}}
5. {\displaystyle \left({\tfrac {a}{b}}-{\tfrac {1}{b}}\cdot y_{i}\right)} durch {\displaystyle p_{i}} ersetzen

{\displaystyle E'=p_{i}\cdot y_{i}+p_{i}\cdot dy_{i}-{\frac {1}{b}}\cdot y_{i}\cdot dy_{i}-{\frac {1}{b}}\cdot (dy_{i})^{2}}

{\displaystyle E'=E+p_{i}\cdot dy_{i}-{\frac {1}{b}}\cdot y_{i}\cdot dy_{i}-{\frac {1}{b}}\cdot (dy_{i})^{2}}
6. bei marginaler Mengenänderung strebt {\displaystyle (dy_{i})} gegen Null

{\displaystyle E'=E+p_{i}\cdot dy_{i}-{\frac {1}{b}}\cdot y_{i}\cdot dy_{i}}
7. Ermittlung der absoluten Mengenänderung

{\displaystyle E'-E=\left(E+p_{i}\cdot dy_{i}-{\frac {1}{b}}\cdot y_{i}\cdot dy_{i}\right)-E}

{\displaystyle E'-E=p_{i}\cdot dy_{i}-{\frac {1}{b}}\cdot y_{i}\cdot dy_{i}}
8. Ermittlung der marginalen Mengenänderung

{\displaystyle GE={\frac {E'-E}{dy_{i}}}={\frac {p_{i}\cdot dy_{i}-{\frac {1}{b}}\cdot y_{i}\cdot dy_{i}}{dy_{i}}}=p_{i}-{\frac {1}{b}}\cdot y_{i}}

{\displaystyle GE_{i}=p_{i}-{\frac {y_{i}}{y\cdot b}}}

Abschließend werden die hergeleiteten Formeln für die Grenzkosten und die Grenzerlöse gleichgesetzt, um das Marktgleichgewicht zu ermitteln:
{\displaystyle GE_{i}=p_{i}-{\frac {y_{i}}{y\cdot b}}=c=GK_{i}}
Um den gewünschten Zusammenhang zwischen der Anzahl der Unternehmen und dem Angebotspreis herzustellen, wird die obige Gleichgewichtsbedingung nach {\displaystyle p_{i}} aufgelöst:
{\displaystyle p_{i}-{\frac {y_{i}}{y\cdot b}}=c}
{\displaystyle p_{i}=c+{\frac {y_{i}}{y\cdot b}}}
Unter Nutzung des Zusammenhangs {\displaystyle y_{i}={\tfrac {y}{n}}} lässt sich dies weiter vereinfachen zu:
{\displaystyle p_{i}=c+{\frac {\frac {y}{n}}{y\cdot b}}=c+{\frac {y}{n\cdot y\cdot b}}}
{\displaystyle _{PP-Kurve:}P_{i}=c+{\frac {1}{n\cdot b}}}
Der Angebotspreis der Segmentanbieter {\displaystyle i} korreliert negativ mit der Anzahl der Segmentanbieter. Drängen immer mehr Anbieter in das Marktsegment, so sinkt der Angebotspreis des jeweiligen Anbieters. In der Darstellung s. o. wird diese Funktion mit PP abgetragen.

## Interpretation
Es lässt sich festhalten, dass der Angebotspreis, den ein Anbieter festsetzt und die durchschnittlichen totalen Kosten einen Zusammenhang zu der Anzahl der Anbieter in dem jeweiligen Marktsegment aufweisen.
Auf längere Sicht wird sich das Marktgleichgewicht wie in der Darstellung s. o. im Punkt {\displaystyle A}, d. h. dem Schnittpunkt der CC-Funktion und der PP-Funktion einstellen.
Betrachtet man nun die Darstellung s. o. etwas genauer, lassen sich Rückschlüsse auf den Markt ableiten. Befinden sich {\displaystyle n_{1}} Anbieter in dem Marktsegment, betragen die durchschnittlichen totalen Kosten {\displaystyle DTK_{1}} und der Angebotspreis liegt oberhalb im Punkt {\displaystyle P_{1}}. Die Differenz zwischen der Höhe der totalen Durchschnittskosten {\displaystyle (P_{1}-DTK_{1})} sind die Gewinne, die die Segmentanbieter realisieren. Diese Gewinne werden über einen längeren Zeitraum das Interesse anderer Produzenten wecken und es werden – unter der Prämisse des freien Marktzutritts – neue Anbieter in den Markt eintreten. Der Angebotspreis wird fallen und die durchschnittlichen totalen Kosten werden steigen. Aus diesem Grund nähern wir uns dem Punkt {\displaystyle A} mit {\displaystyle n_{2}}, dort sind die durchschnittlichen totalen Kosten {\displaystyle DTK_{2}} gleich dem Preis {\displaystyle P_{2}}. Dies bedeutet für die Anbieter, dass keine Gewinne realisiert werden. Wenn ausgehend von {\displaystyle A} weitere Anbieter in den Markt eintreten, werden die totalen Durchschnittskosten den Preis übersteigen, bspw. gilt für {\displaystyle n_{3}}: {\displaystyle DTK_{3}>P_{3}}. Die Anbieter erleiden in dieser Situation Verluste in Höhe der Differenz {\displaystyle DTK_{3}-P_{3}}. Einige Anbieter werden dieses Marktsegment deshalb wieder verlassen und die verbleibenden Anbieter werden ihre Angebotsmenge verringern, so dass es zu einer Tendenz zum Gleichgewicht kommt. Langfristig stabil ist ausschließlich der Zustand im Punkt {\displaystyle A} mit {\displaystyle n_{2}} Anbietern.

## Veränderungen bei Marktausweitung

Das oben entwickelte und erklärte Modell lässt sich um den Außenhandel erweitern. Durch die internationalen Wirtschaftsbeziehungen (Handel) mit anderen Ländern wird der Absatzmarkt größer. Dies beutet {\displaystyle y} wird größer und die CC-Funktion dreht sich nach rechts unten (siehe Abbildung 2) Dieser Effekt mit Einbindung des Auslandes ist nur dann gegeben, wenn keine neuen Anbieter in den Markt eintreten. Dadurch lässt sich eine neue CC-Funktion {\displaystyle (CC_{2})} ableiten, wodurch sich das neue Marktgleichgewicht in diesem Segment zum Schnittpunkt {\displaystyle B} einstellen wird. Der Preis und die durchschnittlichen totalen Kosten werden fallen.